# Ruski Bór
Ruski Bór (niem. Reußwalde) – osada leśna w Polsce położona w województwie warmińsko-mazurskim, w powiecie szczycieńskim, w gminie Szczytno.
W latach 1975–1998 miejscowość administracyjnie należała do województwa olsztyńskiego.